# Mangs
Mangs är en bebyggelse vid västra sidan av Västerdalälven mittemot Limedsforsen och norr om småorten Heden i Malung-Sälens kommun. Vid SCB:s avgränsning 2020 klassades bebyggelsen som en småort.